# Aethriscus pani
Aethriscus pani är en spindelart som beskrevs av Roger de Lessert 1930. Aethriscus pani ingår i släktet Aethriscus och familjen hjulspindlar.
Artens utbredningsområde är Kongo. Inga underarter finns listade i Catalogue of Life.